# Lampaul-Plouarzel

Lampaul-Plouarzel este o comună în departamentul Finistère, Franța. În 1 ianuarie 2022 avea o populație de 2.176 de locuitori.